# Arturo Gramajo
Jorge Arturo Gramajo Atucha (Buenos Aires, 30 aprile 1897 – Buenos Aires, 4 dicembre 1957) è stato un bobbista argentino.

## Biografia
Figlio di Arturo Gramajo Cárdenas, sindaco di Buenos Aires nel 1915-1916, e della miliardaria María Adela Atucha Saraza, visse a Parigi, probabilmente come diplomatico presso l'ambasciata argentina. Aveva la reputazione di playboy e conosceva bene i grandi artisti di Hollywood come Ginger Rogers. Molte fonti gli attribuiscono anche l'invenzione del revuelto Gramajo (uova strapazzate alla Gramajo), piatto a base di uova, patate e prosciutto molto popolare in Argentina e Uruguay.
Gramajo fu membro fondatore dello Sci club Argentina e dell'Associazione argentina per lo sci e l'escursionismo (FASA). Insieme al fratello Horacio si unì alla nazionale di bob dell'Argentina per partecipare alle Olimpiadi invernali Sankt Moritz 1928, dove disputò una gara eccezionalmente buona, mancando la medaglia di bronzo per soli 0,7 secondi.
Sposò Colette Schmidt, ballerina di Hollywood, da cui ebbe la figlia Elisa (nata a Parigi nel 1928); morì all'età di 60 anni.